# Paranormal Activity 5 : Ghost Dimension
Série Paranormal Activity
Paranormal Activity 4 Paranormal Activity: Next of Kin
(2021)
Pour plus de détails, voir Fiche technique et Distribution.
Paranormal Activity 5 : Ghost Dimension (Paranormal Activity: The Ghost Dimension), ou Activité paranormale : La Dimension fantôme au Québec, est un film d'horreur américain en 3D de type found footage, réalisé par Gregory Plotkin, sorti en 2015. Il s'agit de la suite de Paranormal Activity 3, du cinquième volet de la saga Paranormal Activity, ainsi que du seul opus en 3D.
En 2019, les studios Paramount et Blumhouse ont annoncé le développement d'un nouvel opus.
Quand une nouvelle famille (Ryan, Emily et Leila Fleege) emménage dans l'ancienne maison de Katie et Kristi, elle découvre une mystérieuse caméra qui révèle la présence d'un ancien démon... Celui-ci va alors commencer à tourmenter leurs vies. Désormais, l'âme de leur petite fille est en danger. Ils vont devoir se battre contre cette menace démoniaque afin d'éviter de devenir les prochaines victimes de ce cinquième chapitre de la saga incontournable de l'horreur.

## Synopsis

### Continuation du film précédent
Le film s’ouvre sur la fin de Paranormal Activity 3, en septembre 1988 à Santa Rosa, dans la maison de Lois. Cette dernière, après avoir tué Dennis sous la possession du démon, récupère les deux filles et monte à l’étage. La scène suivante montre la grand-mère Lois présentant Katie et Kristi à un homme qui deviendra leur mentor. 
Cet homme se présente à Katie et Kristi en leur avouant qu’il connaît Toby depuis très longtemps y compris leur grand-mère, et leur révèle par la suite ce que Toby a prévu pour les deux sœurs. Il confie à Kristi qu’elle aura un fils quand elle sera plus grande, qui sera l’un des élus et révèle à Katie que sa force sera utile pour prendre soin de sa petite sœur et d’autres personnes. L’homme finit ses révélations à Katie et Kristi en leur parlant d’une fille aussi importante qu’elles et que Toby va l’amener jusqu’à eux.

### 29 novembre 2013à Santa Rosa
Le film continue avec la présentation de la famille Fleege se préparant pour les fêtes de Noël. Ryan, sa femme Emily et leur fille Leila se préparent pour recevoir avec Skyler, Mike, le frère de Ryan. Mike raconte sa rupture avec son ex-petite amie qui l’a quittée et s’installe provisoirement chez son frère.

### Entre le29 novembreet le10 décembre
Les deux frères Fleege préparent la décoration de Noël, à l’extérieur de la maison. Espérant trouver d’autres décorations, Mike découvre dans un carton une grosse caméra et des cassettes VHS appartenant aux anciens propriétaires. En testant la caméra dans la maison, Ryan capte à travers l’objectif des effets paranormaux, qu’on ne peut pas voir à l’œil nu. Il découvre que l'appareil possède des fonctionnalités inconnues et en voulant jouer avec sa fille, cette dernière commence à parler avec un ami imaginaire. Plus tard, dans la soirée, Ryan et Mike découvrent que les cassettes VHS des anciens propriétaires datent entre 1988 et 1992, la première cassette montre le début du troisième film en 1988. 
La deuxième cassette, date de 1992 et montre Kristi, guidée par son mentor dans les visions de Toby, pour voir ce qu’il voit dans la maison des Fleege en 2013, et décrit la chambre de Leila. Durant sa séance, Kristi se concentre tellement fort qu'une fois qu’elle voit Toby, ses yeux deviennent noirs, provoquant une coupure de courant chez les Fleege. Une fois le courant rétabli, un bruit se fait entendre et Ryan prend la caméra pour voir ce qui se passe dans la maison. À l’étage, il vérifie les pièces et découvre le même effet du rez-de-chaussée, mais dans le couloir menant à la chambre de sa fille, jusqu’à ce qu’une balle s’envole dans sa direction et le met à terre, faisant apparaître Mike qui voulait lui faire une mauvaise blague.
Le lendemain soir, Ryan et Emily confient Leila à Mike et Skyler pour passer une soirée entre eux, expliquant que leur fille est au lit. Ainsi, Mike en profite pour passer également une soirée avec Skyler à l'extérieur, et part chercher une bouteille. Pendant ce temps, Skyler pose la caméra et se décontracte, et nous laisse voir à travers l’objectif, une forme noire passer à toute vitesse, sans qu’elle ne l’aperçoive. Sentant une présence, Skyler récupère la caméra et fait un tour pour voir ce qu’il se passe.  Elle retrouve Mike qui met la vision nocturne sur l’appareil. À travers la caméra, Mike et Skyler voient la balançoire bouger toute seule et un peu plus loin, quelque chose s’envole. En traversant la végétation, Mike et Skyler découvrent le même effet qu’à l’intérieur et sont surpris de voir Leila debout et décident finalement de rentrer à la maison.
Le lendemain, les deux nouveaux amis racontent à Ryan et Emily l’apparition soudaine de Leila la veille et grâce à Skyler, ils découvrent qu’elle était sortie pour jeter le chapelet de sa mère. À 22 min 34 s du film, lorsqu’ils récupèrent les chapelets, on entend distinctement la voix d’une petite fille, probablement Katie, qui crie « Rendez-les moi ! ». Elle a, par hypothèse, le dessein de vouloir, à travers l’espace-temps, cacher ces chapelets selon la volonté de Toby. Plus tard, Ryan parle avec sa fille pour comprendre ce qu'elle a voulu faire, mais cette dernière raconte qu'elle ne veut pas parler de son nouvel ami imaginaire.
Un soir, en voulant remonter dans sa chambre, Ryan découvre Leila, la main en sang collée sur le miroir en citant des mots inconnus. En laissant la caméra dans la salle de bains, on peut apercevoir de l’autre côté du reflet du miroir, une main noire se décoller et se volatiliser, jusqu’à ce que le miroir se brise. En visualisant l’enregistrement de la veille avec Leila, Ryan comprend avec Mike et Skyler, qu’elle parlait à l’envers en disant Bloody Mary. Mike montre plus tard à Ryan des gravures « Katie et Kristi - 1987 » gravées sur une dalle dans le jardin, et après quelques recherches, Mike découvre que leur ancienne maison avait été brûlée en 1992 et que toute la famille a disparu. Ryan raconte à sa femme que des choses bizarres se produisent dans leur maison, il lui raconte que leur maison a été construite sur l’ancienne maison des derniers propriétaires et qu’elles ont aussi vécu des choses bizarres. Cela permet à Emily d’accepter que son mari puisse poser des caméras et ainsi voir ce qu’il se passe dans la maison.

### Nuit #1:12 décembre
Une forme étrange prend forme dans la chambre de Leila, regardant la petite dormir pendant trois heures. Il se déplace, réveille Leila et lui parle. Entendant Leila parler toute seul, Skyler arrive dans la chambre et la remet au lit, sans voir la présence de l'entité qui disparaît subitement avant de réapparaître derrière elle. Skyler sursaute lorsque la chose se projette sur elle. Dans la journée, en visualisant les enregistrements de la veille, Ryan parle avec sa fille et essaye de comprendre qui était cette forme noire. Leila finit par avouer à son père que c’était Toby et raconte tout à Emily qui le prend pour un cinglé. 

### Nuit #2:13 décembre
Ryan raconte à son frère que Toby, l’ami de Leila, l’avait réveillée la nuit dernière, et lui montre une cassette de 1988, où la petite Kristi joue avec son beau-père et son ami Toby (scène qu’on voit également dans le 3ème film) et montre une autre cassette de 1992, avec Katie et Kristi et leur mentor qui leur parle de Toby. Plus tard dans la soirée, Mike et Ryan voient à travers la caméra une forme noire se diriger dans la chambre de Leila. Une fois à l’intérieur, Ryan se rapproche de sa fille endormie et voit subitement le démon qui se jette sur lui. Effrayés, les deux frères crient et tombent, réveillant Leila.
Dans la journée suivante, les deux frères Fleege parlent de leur expérience de la veille et Ryan comprend que cette chose communique avec Leila et qu’elle se déplace dans toute la maison.

### Nuit #3:14 décembre
Dans le couloir, Toby reprend une forme noire et se dirige vers Leila. Dans la chambre, Leila se lève et parle à l’entité invisible, qui lui demande de faire brûler des choses, mais une fois en bas, elle répète « emmène-moi... » en essayant d’allumer la cheminée avec des allumettes, ce qui fait réveiller sa mère. Emily intervient, ne pouvant voir la présence de Toby au plafond, évite la catastrophe en découvrant que le gaz était ouvert et remet sa fille au lit. Emily redescend pour voir ce que sa fille voulait faire brûler et la caméra de l'étage montre l'entité noire descendre du plafond jusqu'à la cheminée. Le gaz s'ouvre tout seul, et alerte Emily, la tête dans la cheminée qui se précipite pour le fermer de nouveau, mais sentant que quelque chose ne va pas, elle se prépare pour monter et prend peur lorsque l’ange du sapin de Noël tombe.
Dans la journée suivante, Emily raconte ce qu’elle a vécu la veille à Skyler, disant que Leila jouait à un jeu avec Toby qui consistait à faire brûler la Bible de sa mère et son chapelet et lui parle de l’ange. Emily prend finalement conscience que Ryan avait raison pour Leila et qu’il y a quelque chose dans leur maison. Les parents décident d’avoir une conversation avec Leila, en lui disant que Toby n’est pas son ami et arrivent à la convaincre d’arrêter de parler avec son ami imaginaire. Dans la journée, Ryan explique à Mike que certaines cassettes de 1988 ont des séquences sautées. L’un des enregistrements montre Katie effectuer un bain de lait à une femme qu’elle appelle maman et un autre où Katie raconte à son mentor un rêve où elle parle des circonstances de la mort de sa mère Julie, qu’elle le présente comme une autre mère qu'elle aurait eue. Lors d’un autre enregistrement de Katie et son mentor, Ryan comprend que l’homme doit être le chef de la secte et qu’il prépare les deux sœurs à quelque chose.

### Nuit #4:15 décembre
Dans la soirée, Mike retrouve son frère cherchant à visualiser d’autres cassettes. Un enregistrement montre de nouveau Kristi, concentrée dans les visions du démon, guidée par son mentor, qui continue à décrire la maison des Fleege en 2013, mais cette fois-ci, elle décrit la pièce où se trouve Ryan et Mike et parle des deux frères Fleege, avouant qu’ils la regardent. En observant attentivement, la jeune Kristi se concentre de nouveau aussi fort et un cri dans la bande se fait entendre faisant peur à Ryan et Mike. Leila apparaît, appelle son père et lui dit qu’elle n’arrive pas à dormir, car il fait trop de bruit, mais lorsqu’elle éternue, Mike entend Katie et Kristi à travers l’enregistrement lui dire "à tes souhaits !" en même temps que lui.
Ryan montre l’enregistrement que Mike a filmé à sa femme et Skyler sur ce qu’il vient de se passer, et il est persuadé qu’à travers les visionnages des cassettes de 1988 et 1992, les deux sœurs Katie et Kristi les observent et peuvent voir ce que fait la famille Fleege. Dans la journée, la caméra dans la chambre de Leila la montre en train de dessiner sur son mur au-dessus de son lit. Les parents découvrent les dessins et ne pensent pas qu’il ne s’agisse que de l’imagination de leur fille, mais Ryan pense qu’il a déjà vu certaines formes.

### Nuit #5:16 décembre
Dans la nuit, Ryan explique à Emily qu’il a vu certains symboles que Leila a dessiné dans sa chambre, dans les cassettes de la chambre de Katie et Kristi, et lui montre un symbole utilisé par une congrégation appelée les Sages-femmes. Ryan raconte à sa femme que cette congrégation remonte au Moyen Âge, que c’était un culte satanique qui utilisait des symboles similaires pour ouvrir des passages dans différents endroits et différentes époques. Le bruit d’une flûte interrompt la conversation du couple, qui comprend que cela provient de la chambre de Leila. Une fois dans la pièce, les parents voient Leila jouer de la flûte face à sa porte-fenêtre, mais à travers la caméra, Ryan prévient Emily qu’il voit quelque chose sortir de l'instrument. Après avoir réussi à prendre l'objet de force, Emily voit sa fille cracher quelque chose de noir et réussit à la remettre au lit. En voulant savoir ce qu’elle faisait, Leila dit à sa mère que son ami allait l’emmener, mais un rugissement se fait entendre. En faisant le tour de l’étage, le couple voit le lustre bouger tout seul. Pendant qu’Emily va voir Skyler, Ryan trouve un jouet allumé et découvre un Père Noël devant la chambre de Leila. Pensant que c’est son frère Mike qui lui fait une autre mauvaise blague, Ryan se rapproche de la chambre et se retrouve juste derrière la personne, mais le retour soudain d’Emily qui l’appelle pousse Ryan à faire demi-tour, mais en se redirigeant vers la chambre, le Père Noël disparaît subitement. Après avoir vérifié que Leila dort bien, Emily entend la porte-fenêtre s’ouvrir brusquement et regarde à l’extérieur, mais une fois revenue sur ses pas en disant qu’elle ne voit rien, une silhouette obscure se projette sur le couple qui, effrayé, prend Leila et sort rapidement de la chambre.
À cause des événements de la nuit dernière, Emily cherche à prendre contact avec un prêtre en racontant que leur maison est hantée par quelque chose en contact avec Leila et réussit à prendre rendez-vous avec le Père Todd. En parlant avec sa fille, Emily veut savoir pourquoi Toby allait l’emmener, mais au lieu de répondre, Leila tape une figurine de la crèche de Noël sur la table. En reposant la question, Leila répond que Toby veut qu’elle soit avec les autres. À l’arrivée du Père Todd, Ryan raconte les différents phénomènes dans la maison avec la caméra spéciale, les cassettes de Katie et Kristi en 1988 et 1992 sur des rituels et l'ami en commun des trois filles, Toby. Après ces révélations, le Père Todd confie à la famille Fleege que Leila est victime d’un démon qui hante la famille et non la maison et veut parler avec elle. Pendant la conversation, le prêtre lui met un peu d’eau bénite mais Leila finit par mordre le Père. Ce dernier assure la famille qu’il reviendra avant de partir. Un peu plus tard dans la journée, Ryan fait découvrir à Mike une cassette qui date du 8 mai 2010, montrant la maison que les Fleege ont achetée, trois jours avant qu’ils emménagent. Ryan reconnaît lors de l’enregistrement la voix du mentor de Katie et Kristi, ravi du rendu de la maison construite et de son point d’accès. Ryan comprend que leur emménagement dans cette maison en particulier, après toutes celles que le couple a visitées n’est finalement pas dû au hasard. En contactant l’agence immobilière, Ryan apprend que Katie Hubbard n’a jamais travaillé pour eux et finit par avouer à Emily que quelqu’un a peut-être tout fait pour qu’ils s’installent dans cette maison. 

### Nuit #6:17 décembre
Emily décide finalement de dormir auprès de Leila. La caméra dans le couloir montre l’aspect noir de Toby sur le côté qui fait tomber le trépied, réveillant Ryan qui ramasse l’appareil et réveille Emily. Après avoir vérifié au-dessous du lit de Leila, cette dernière fixe la caméra et fait peur à Ryan, elle prévient sa mère de ne pas avoir peur avant que son jouet s’allume soudainement. Disant à Emily de rester dans la chambre, Ryan retrouve Mike qui cherche à comprendre ce qu’il se passe, et avec la caméra, Ryan voit une ombre se former derrière son frère et lui demande de courir et le rejoint par la suite. Il revoit l’ombre dans le sapin et après avoir suggéré à Emily de fermer la chambre de Leila à clé, l’entité court vers les frères qui s’abritent dans la cuisine, derrière les meubles. En se levant, Ryan voit le démon se rapprocher, mais après avoir essayé de mieux voir ce qu’il se passe, les meubles bougent, mais plus rien ne se produit par la suite.
Dans la journée, Ryan revisualise le dernier enregistrement de 1988 pour le montrer à sa femme qui découvre Dennis, le beau-père de Katie et Kristi se faire tuer par Toby. Ryan pense que l'ami de sa fille devient plus grand et plus puissant. Ryan promet à sa femme de revenir avec Mike et laisse Emily s’occuper de Leila avec Skyler. Voulant jouer avec sa fille, Emily demande à Leila de descendre, mais au même moment, la caméra du couloir montre Toby se rapprocher de la chambre de Leila. Répétant à sa mère qu’elle veut rester dans sa chambre, Leila regarde vers la porte, sourit et commence à rigoler. Comprenant qu’il y a peut-être quelqu’un dans la chambre qu’elle ne voit pas, Emily décide de prendre la caméra pour voir qui est auprès de sa fille, mais avant de pouvoir rentrer dans la chambre, elle découvre la forme démoniaque de Toby qui lui claque la porte au nez. Paniquée, Emily réussit après plusieurs tentatives à ouvrir la porte, récupère Leila et quitte la chambre.
Une fois revenu du commissariat, Ryan montre à Skyler la feuille d’alerte sur la disparition d’Hunter Rey, et découvrent ensemble qu’Hunter et Leila sont nés le 6 juin 2005. Mike apprend à Skyler que Katie est la tante d’Hunter, qu’elle a tué sa sœur Kristi et son mari et que la police pense qu’elle a également tué une famille dans le Nevada en 2011 (où se situe l'histoire de Paranormal Activity 4). Ryan trouve une cassette de 1992, montrant Hunter dans l’enregistrement sans avoir aucune explication et comprend peut-être que c’est dans cette année-là que Toby veut emmener Leila.

### Nuit #7 du18 décembre
Dans la nuit, les symboles que Leila a dessinés au-dessus de son lit s’illuminent et une brèche se crée. On peut entendre une voix demander à Leila si elle veut jouer avec elle. Sans réfléchir, la jeune fille monte et traverse le tunnel. Trois heures après, un vortex apparaît dans la chambre de Leila et fait tomber la caméra. Le phénomène réveille les parents qui découvrent la chambre de Leila vide et la cherche dans toute la maison avec l’aide de Mike et Skyler, mais un autre bruit provenant de sa chambre se fait entendre et les parents se pressent pour aller voir ce que c'était et retrouvent leur fille dans son lit, mais voulant savoir où elle était passée, Leila dit à son père qu’elle va libérer Toby. La situation pousse toute la famille à aller à l’hôtel précipitamment, malgré la résistance de Leila qui ne veut pas quitter la maison.
Le lendemain matin, Mike et Skyler, retournent à la maison pour récupérer des affaires et ne voient rien avec la caméra. Dans la chambre de Leila, Skyler découvre de nouveaux dessins qu'elle avait fait. Le soir, Skyler découvre les recherches de Ryan, dont un portrait d’un démon similaire au dessin de Leila. En lisant les révélations de l’Apocalypse de la Bible liées à Toby et à une prophétie sur la libération et le retour des Sept Princes de l’Enfer liée à Hunter et Leila, elle finit par comprendre que les Sages-Femmes veulent utiliser le sang des deux enfants pour effectuer un rituel permettant à Toby d’avoir un corps humain. Un bruit se fait entendre à l’étage et en montant dans la chambre de Leila, Mike et Skyler la découvrent en train de creuser le mur où la brèche s’est formée peu de temps avant et, les mains en sang, la jeune fille raconte qu’elle est celle par qui Toby viendra.

### Nuit #8 du20 décembre
Dans la nuit, le Père Todd arrive et examine Leila. Il révèle à Ryan et Emily comment sauver la vie de leur fille, qu'elle n'a pas besoin d'un exorcisme mais qu'ils vont devoir exterminer le démon. Lors de la préparation du rituel d’extermination, le Père Todd révèle à Ryan que la date de naissance de Leila et Hunter (le 6 juin 2005), forme le 6e jour, du 6e mois, de la 6e année, à savoir "666", signe qu’ils font partie d'une prophétie. Il pense savoir que la véritable mission des sorcières était de donner vie aux démons et de les faire apparaître parmi les humains et explique que l’extermination permet de piéger la créature pour la renvoyer en Enfer. 
La famille se prépare avec l’aide du Père Todd à provoquer Toby pour le piéger. La créature s'énerve et fait trembler toute la maison. Pendant que le Père Todd bénit Leila, cette dernière montre ses yeux totalement noirs et révèle que le démon sait ce qu’ils font, avant que le courant saute, laissant la maison dans le noir. La vision nocturne de la caméra montre à Ryan le Père Todd se faire tuer par le démon, qui l’emporte hors de la maison. Une fois revenue, la créature se jette sur la famille, qui quitte le cercle et se fait piéger. 
Pendant qu’Emily tient la caméra, Ryan et Mike couvrent le démon avec un drap mouillé d’eau bénite et Skyler récite la prière, ce qui fait disparaître la créature. Croyant qu'ils ont réussi à vaincre Toby, Ryan voit Skyler s'étouffer et crache une substance noire acide sur Mike qui le tue instantanément. Tout à coup, Leila court dans sa chambre, suivie de près par sa mère qui voit, avec la caméra, Ryan derrière eux se faire transpercer le torse par le bras du démon, ayant réussi à se libérer du piège.
N’ayant plus le choix, Emily traverse la brèche pour retrouver sa fille et se retrouve dans une chambre, semblable à celle de Katie et Kristi lorsqu'elles étaient plus jeunes (qu'on voit dans Paranormal Activity 3) et dans une autre époque. Elle fait le tour de la maison à la recherche de sa fille et tombe nez à nez avec une jeune Katie, les yeux noirs qui lui dit qu’elle est arrivée trop tard et qu’il a pris vie. Après avoir entendu la porte claquer, Katie disparaît et un peu plus loin, Emily découvre du sang sur le sol qui provient du plafond et retrouve enfin Leila, qui rassure sa mère en lui disant qu’il voulait juste prendre un peu de son sang et qu’il est maintenant vivant. Cherchant à cacher Leila, Emily affronte un homme et le supplie d’épargner sa fille, mais ce dernier la saisit à la gorge, lui brise la nuque et jette son corps en direction de la caméra. On peut voir Leila identifier cet homme comme son ami Toby, et le démon et elle s’en vont. Toby donne un coup de pied dans la caméra, mettant fin au film.

### Fin alternative
Après avoir piégé Toby sous le drap recouvert d'eau bénite, tout redevient normal et Leila ne se souvient de rien. Ryan, Emily, Mike et Skyler se réjouissent d'avoir vaincu Toby une bonne fois pour toutes. Le lendemain, Mike appelle Ryan et ensemble, ils découvrent de vieilles VHS tombées du camion de déménagement. Ryan se met à les piétiner et dit à Mike que c'est beaucoup mieux ainsi. Emily appelle Leila à table et celle-ci lui dit que deux nouvelles amies l'ont rejointe : il s'agit de Katie et Kristi. Il est révélé qu'Emily attend un enfant de Ryan et, avec Mike et Skyler, ils fêtent le septième anniversaire de Leila.

## Fiche technique
- Titre original : Paranormal Activity: The Ghost Dimension
- Titre québécois : Activité paranormale : La dimension fantôme
- Titre français : Paranormal Activity 5 : Ghost Dimension
- Réalisation : Gregory Plotkin
- Scénario : Jason Pagan, Andrew Deutschman, Adam Robitel et Gavin Heffernéan
- Photographie : John W. Rutland
- Montage : Martin Bernfeld
- Sociétés de production : Paramount Pictures et Blumhouse Productions
- Société de distribution : Paramount Pictures
- Pays d'origine :  États-Unis
- Langue originale : anglais
- Genre : horreur
- Durée : 88 minutes (version cinéma) / 95 minutes (version longue)
- Dates de sortie : 
  - France : 21 octobre 2015
  - États-Unis : 23 octobre 2015[2]
- Classification :
  - États-Unis : Rated R (les mineurs - 17 ans et moins - doivent être accompagnés d'un adulte)
  - France  : avertissement : des scènes, des propos ou des images peuvent heurter la sensibilité des spectateurs lors de sa sortie en salles et déconseillé aux moins de 10 ans à la télévision.

## Distribution
- Chris J. Murray (VF : Paul Lapierre) : Ryan Fleege
- Brittanny Shaw (VF : Zina Khakhoulia) : Emily Fleege
- Dan Gill (VF : Laurent Maurel) : Mike Fleege
- Ivy George (VF : Lya Ghalaimia) : Leila Fleege
- Olivia Taylor Dudley (VF : Dorothée Pousséo) : Skyler
- Christopher Nicholas Smith : Dennis (images d'archives)
- Cara Pifko : Julie (images d'archives)
- Chloe Csengery (VF : Coralie Thuilier) : Katie, jeune
- Jessica Tyler Brown (VF : Bianca Tomassian) : Kristi, jeune
- Aiden Lovekamp (VF : Gwenaëlle Jegou) Hunter Rey (sur l'une des cassettes)
- Hallie Foote (VF : Sylvie Genty) : Grand-mère Lois
- Mark Steger : Toby, le démon (humain)
- Don McManus (VF : Bruno Magne) : Kent, l'homme sur les cassettes
- Michael Krawic (VF : Jérôme Keen) : Père Gary Todd

## Accueil

### Accueil critique
Sur Rotten Tomatoes, le film a reçu une note d'approbation de 13 % basée sur 68 avis, sa moyenne estimée est de 3,5⁄10. Le consensus du site a écrit que : « Paranormal Activity: The Ghost Dimension attache une partie des questions de la franchise, après six films dans la série, les frissons ont presque disparu. » Sur Metacritic, le film a reçu une note de 30⁄100 basée sur 13 critiques, indiquants des « avis généralement défavorables ». Sur Allociné, le film a reçu une note de 1,3⁄5 basée sur 3 critiques.

### Box-office
| Pays ou région    | Box-office      | Date d'arrêt du box-office | Nombre de semaines |
| ----------------- | --------------- | -------------------------- | ------------------ |
| États-Unis Canada | 18 300 124 $    | 24 novembre 2015           | 4                  |
| France            | 573 084 entrées | 1er décembre 2015          | 6                  |
| Monde             | 78 903 124 $    | 23 mars 2017               | -                  |

Il s'agit du Paranormal Activity le plus faible au box-office, il ne récolte que 78 903 124 dollars de recettes mondiales, et que 18 300 124 dollars de recettes sur le sol Nord-américain. En France, il n'a fait que 573 084 entrées.